# آلفين بوين
آلفين بوين (بالإنجليزية: Alvin Bowen)‏ هو لاعب كرة القدم الكندية أمريكي، ولد في 24 ديسمبر 1983 في إيست أورانج في الولايات المتحدة.

## وصلات خارجية
- آلفين بوين على موقع مرجع كرة القدم المحترفة.كوم (الإنجليزية)